# Särskilt utskott
Särskilt utskott (förkortat SäU) var en typ av riksdagsutskott som förekom under ståndsriksdagen och tvåkammarriksdagen. Ett särskilt utskott kunde inkallas för att behandla en fråga som i och för sig föll under något av de ordinarie utskottens ansvarsområden, men som var så politiskt betydelsefull att riksdagen ville tillsätta en särskild utskottsgrupp. Ett exempel på en fråga som hanterades i särskilt utskott var rösträttsreformen 1918.
Särskilt utskott ska inte förväxlas med tillfälligt utskott.